# Équipe cycliste SpiderTech-C10
L'équipe cycliste SpiderTech-C10 est une équipe cycliste canadienne, active entre 2008 et 2012. De 2008 à 2010, elle court avec le statut d'équipe continentale, puis devient une équipe continentale professionnelle les deux saisons suivantes.

## Histoire de l'équipe
En octobre 2012, l'encadrement de l'équipe SpiderTech-C10 annonce qu'elle ne participerait pas à la saison 2013,, pour se concentrer sur la recherche de sponsors et pouvoir intégrer le World Tour dès la saison 2014. En juin 2013, le directeur de l'équipe Steve Bauer annonce cependant qu'elle ne se reformera pas.

## Principales victoires

### Classiques
- Grand Prix des Marbriers : Kevin Lacombe (2010)
- Univest Grand Prix : Ryan Roth (2011)
- Grand Prix de la ville de Zottegem : Svein Tuft (2011)
- Tro Bro Leon : Ryan Roth (2012)
- Tour of Elk Grove : François Parisien (2012)

### Championnats nationaux
- Championnat du Canada sur route : 5
  - Course en ligne : 2011 (Svein Tuft) et 2012 (Ryan Roth)
  - Contre-la-montre : 2011 (Svein Tuft)
  - Course en ligne espoirs : 2011 (Hugo Houle)
  - Contre-la-montre espoirs : 2011 (Hugo Houle)

## Classements UCI

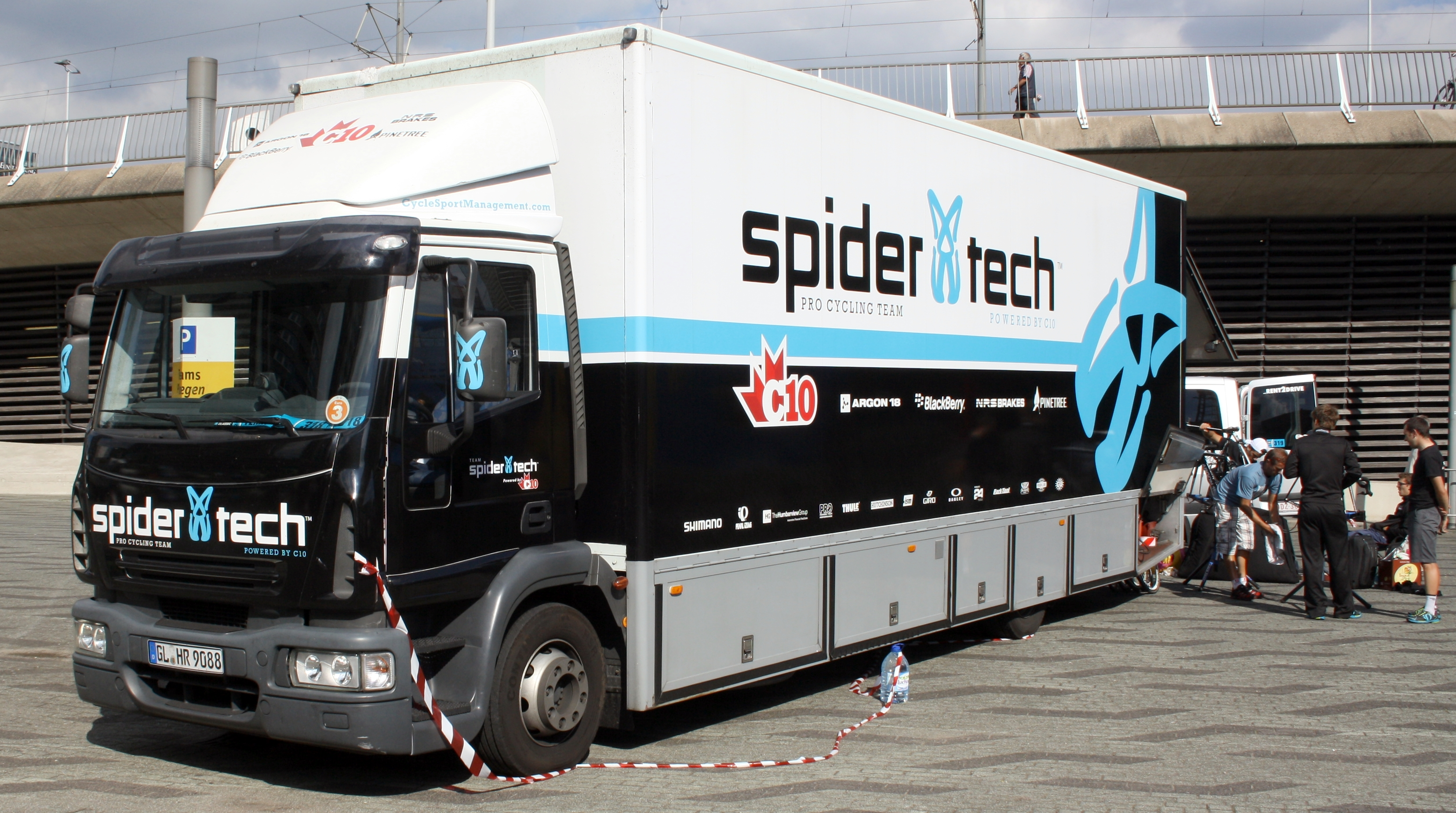
Véhicule d'assistance de l'équipe.

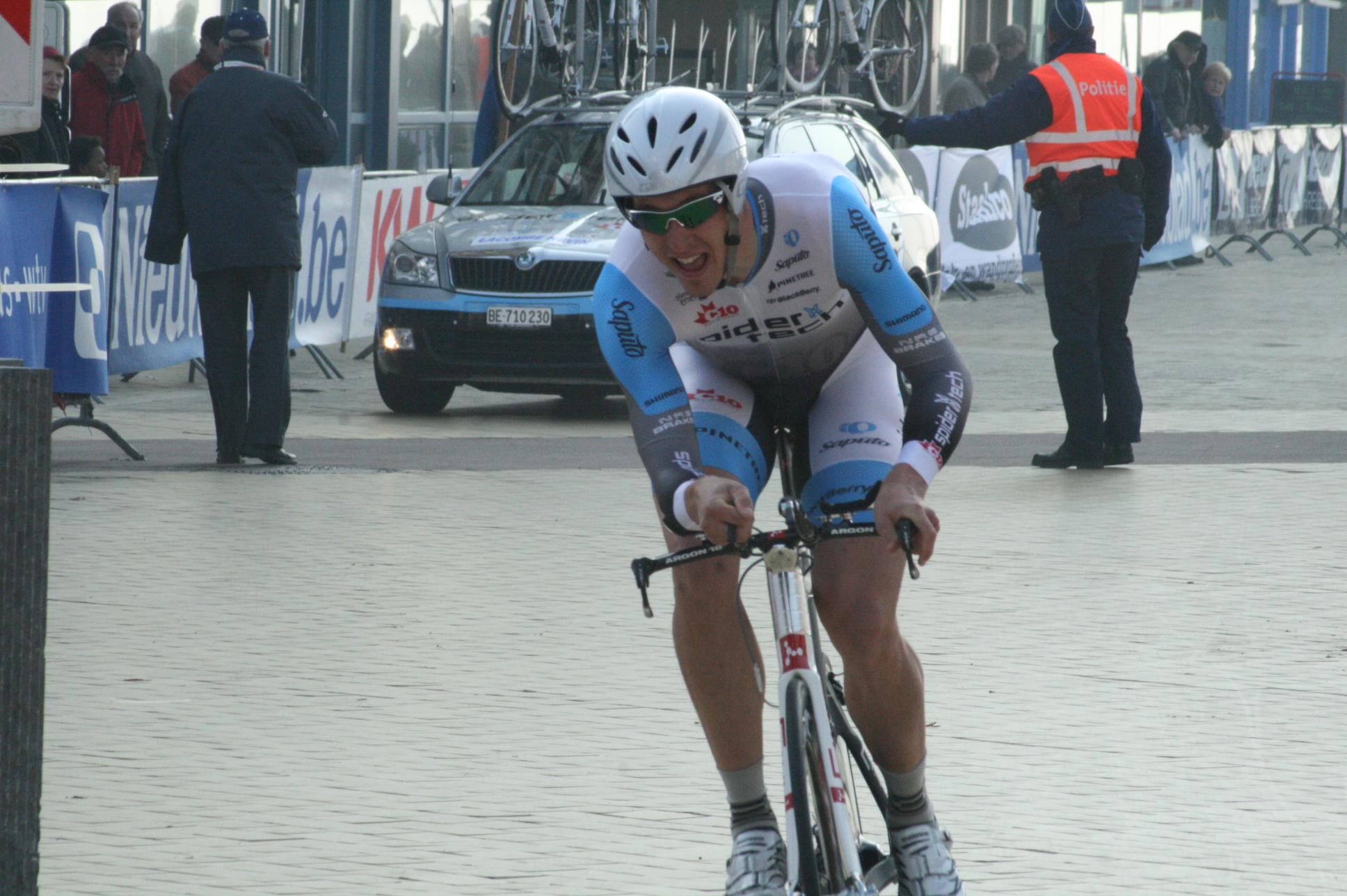
Kevin Lacombe lors des Trois Jours de Flandre-Occidentale 2011

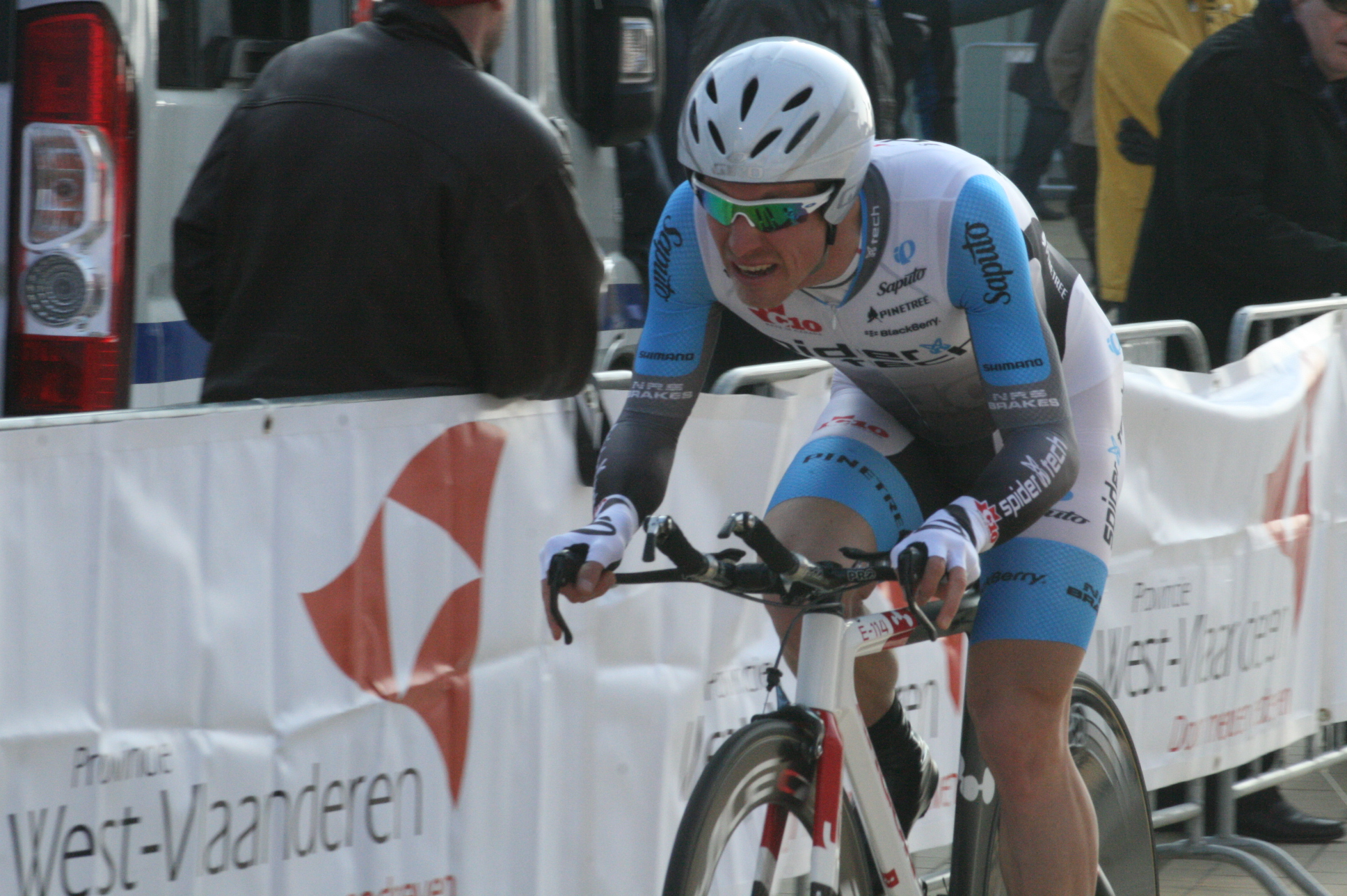
Ryan Roth lors des Trois Jours de Flandre-Occidentale 2011

L'équipe participe aux épreuves des circuits continentaux et principalement les courses du calendrier de l'UCI America Tour. Le tableau ci-dessous présente les classements de l'équipe sur les circuits, ainsi que son meilleur coureur au classement individuel.
UCI America Tour
| Saison | Classement par équipes | Meilleur coureur au classement individuel |
| ------ | ---------------------- | ----------------------------------------- |
| 2008   | 17e                    | Ryan Roth (67e)                           |
| 2009   | 4e                     | Keven Lacombe (20e)                       |
| 2010   | 2e                     | Ryan Roth (34e)                           |
| 2011   | 6e                     | Svein Tuft (21e)                          |
| 2012   | 9e                     | François Parisien (7e)                    |

UCI Europe Tour
| Saison | Classement par équipes | Meilleur coureur au classement individuel |
| ------ | ---------------------- | ----------------------------------------- |
| 2010   | 62e                    | Guillaume Boivin (174e)                   |
| 2011   | 48e                    | Svein Tuft (159e)                         |
| 2012   | 33e                    | Guillaume Boivin (47e)                    |

UCI Oceania Tour
| Saison | Classement par équipes | Meilleur coureur au classement individuel |
| ------ | ---------------------- | ----------------------------------------- |
| 2010   | 10e                    | Guillaume Boivin (14e)                    |

## SpiderTech-C10 en 2012[5]

### Effectif

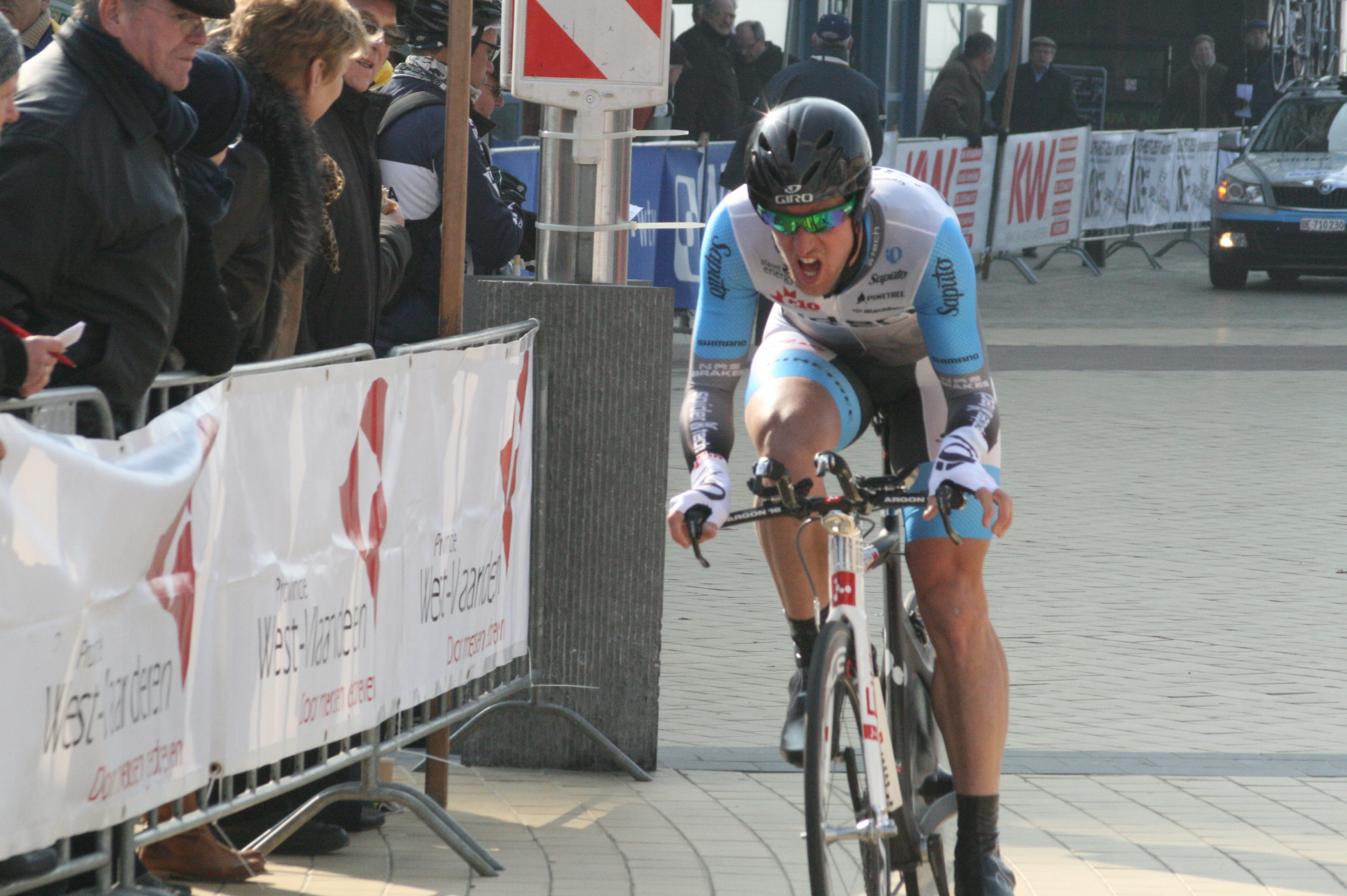
Martin Gilbert lors des Trois Jours de Flandre-Occidentale 2011

| Cycliste                 | Date de naissance | Nationalité | Équipe 2011                  |
| ------------------------ | ----------------- | ----------- | ---------------------------- |
| Ryan Anderson            | 22.07.1987        | Canada      | SpiderTech-Planet Energy     |
| Zachary Bell             | 14.11.1982        | Canada      | SpiderTech-Planet Energy     |
| David Boily              | 28.04.1990        | Canada      | SpiderTech-Planet Energy     |
| Guillaume Boivin         | 25.05.1989        | Canada      | SpiderTech-Planet Energy     |
| Flavio De Luna           | 26.01.1990        | Mexique     | SpiderTech-Planet Energy     |
| Lucas Euser              | 05.12.1983        | États-Unis  | SpiderTech-Planet Energy     |
| Caleb Fairly             | 19.02.1987        | États-Unis  | HTC-High Road                |
| Martin Gilbert           | 30.10.1982        | Canada      | SpiderTech-Planet Energy     |
| Hugo Houle               | 27.09.1990        | Canada      | SpiderTech-Planet Energy     |
| Raymond Künzli           | 01.09.1984        | Suisse      | EKZ Racing                   |
| Keven Lacombe            | 12.07.1985        | Canada      | SpiderTech-Planet Energy     |
| Simon Lambert-Lemay      | 16.07. 1990       | Canada      | SpiderTech-Planet Energy     |
| Jonathan Patrick McCarty | 24.01.1982        | États-Unis  | SpiderTech-Planet Energy     |
| François Parisien        | 27.04.1982        | Canada      | SpiderTech-Planet Energy     |
| Ryan Roth                | 10.01.1983        | Canada      | SpiderTech-Planet Energy     |
| Will Routley             | 23.05.1983        | Canada      | SpiderTech-Planet Energy     |
| Bjorn Selander           | 28.01.1988        | États-Unis  | RadioShack                   |
| Brian Vandborg,          | 04.12.1981        | Danemark    | Saxo Bank-Sungard            |
| Stagiaire                | Date de naissance | Nationalité | Équipe 2012                  |
| Antoine Duchesne         | 12.09.1991        | Canada      | Garneau-Québecor-Norton Rose |

### Victoires
| Date       | Course                                  | Pays       | Classe | Vainqueur         |
| ---------- | --------------------------------------- | ---------- | ------ | ----------------- |
| 15/04/2012 | Tro Bro Leon                            | France     | 1.1    | Ryan Roth         |
| 23/06/2012 | Championnat du Canada sur route         | Canada     | CN     | Ryan Roth         |
| 05/08/2012 | Classement général du Tour of Elk Grove | États-Unis | 2.2    | François Parisien |